# Gwandara jezik
Gwandara jezik (ISO 639-3: gwn; kwandara), afrazijski jezik zapadnočadske skupine, kojim govori oko 27 300 ljudi (2000) u nigerijskim državama Niger (LGA Suleija), Kaduna (LGA Kachia) i Nassarawa (LGA Keffi, Lafia, Nasarawa i Akwanga), te na teritoriju glavnoga grada.
Jedan je od dva jezika podskupine A.1. hausa-gwandara. Govori se više dijalekata: gwandara karashi, gwandara koro, gwandara južni (kyan kyar), gwandara istočni (toni), gwandara gitata i nimbia. U upotrebi je i hausa.

## Vanjske poveznice
- Ethnologue (14th)
- Ethnologue (15th)